# Heli planinarenje
Heli planinarenje je rekreacijska aktivnost koja omogućuje pristup udaljenim područjima u unutrašnjosti pomoću helikoptera kako bi se uživalo u planinarenju. Ova vrsta avanture pruža pristup lokacijama koje su obično nedostupne drugim oblicima prijevoza. Heli planinarenje, s heli skijanjem, spada u popularne oblike heli turizma. Ova aktivnost se svrstava u širu kategoriju rekreativnog pustolovnog turizma ili turizma temeljenog na aktivnostima. Ona je sezonska industrija koja obuhvaća planinarenje, kajakaštvo i druge aktivnosti u neistraženim područjima.
Heli planinarenje predstavlja jedinstvenu vrstu planinske rekreacije koja se prakticira u određenim planinskim regijama, kao što su Novi Zeland i Bugaboosi u Kanadi.  Ovaj oblik turizma često se povezuje s prekrasnim glečerskim područjima, uključujući Nacionalni park Glacier Bay, Nacionalni park Westland Tai Poutini i Ilulissat Icefjord. Heli planinarenje omogućuje posjetiteljima da istraže ova fascinantna područja putem helikoptera, otvarajući im pristup spektakularnim planinskim krajolicima i glečerima. Ova vrsta turizma pruža jedinstvenu priliku za nevjerojatna iskustva u prirodi.

## Povijest
Ljeto 1978. godine označilo je početak prvog organiziranog heli planinarenja u Cariboo Lodgeu pod upravom Canadian Mountain Holidays. Ova inovativna tura predstavljena je kao ljetna varijanta popularnog heli skijanja i brzo je postala omiljen izbor među avanturistima. Koncept heli planinarenja je ostao trajan, pružajući posjetiteljima mogućnost da helikopterom dođu do udaljenih planinskih područja i istraže nevjerojatne krajolike tijekom ljetnih mjeseci.

## Marketing
Heli planinarenje je privuklo veliku pažnju među ženskom populacijom. Ono je postalo posebno popularno među mladim turistkinjama koje posjećuju Novi Zeland.
Ova se aktivnost često promovira kao ekskluzivna luksuzna turistička atrakcija.

## Utjecaj na okoliš i regulacija
Poremećaji uzrokovani preletima helikoptera doveli su do zabrinutosti vlasti u vezi s opadanjem populacije planinskih koza u jugoistočnoj Britanskoj Kolumbiji. Heli planinarenje se smatra mogućim uzrokom ovog problema, a protiv njega se buni Društvo za zaštitu okoliša East Kootenay. Osim toga, helikopterske aktivnosti su također imale negativan utjecaj na populaciju grahamskog soba u Britanskoj Kolumbiji, uzrokujući raseljavanje i prekid migracijskih ciklusa. Ove brige ukazuju na važnost uravnoteženog pristupa heli planinarenju kako bi se zaštitila prirodna staništa i očuvala divlja fauna.
U području Sjevernih Kaskada, Šumska služba Sjedinjenih Država izražava oprez u vezi heli planinarenja te ga obeshrabruje. Unatoč tome, regulacija heli planinarenja i drugih oblika planinske rekreacije radi zaštite okoliša još uvijek je minimalna.

## Reference
1. ↑  Hudson, Simon; Miller, Graham A. 1. travnja 2005. The responsible marketing of tourism: the case of Canadian Mountain Holidays. Tourism Management (engleski). 26 (2): 133–142. doi:10.1016/j.tourman.2003.06.005. ISSN 0261-5177
2. ↑  Thirkell, K. (1999). View from the top. The Ottawa Citizen, October 2, K1.
3. ↑  Shephard, Graham, and Sarah Evans. "Adventure tourism–hard decisions, soft options and home for tea: adventure on the hoof." Niche Tourism. Routledge, 2007. 210-218.
4. ↑  Nepal, Sanjay K.; Chipeniuk, Raymond. Kolovoz 2005. Mountain Tourism: Toward a Conceptual Framework. Tourism Geographies (engleski). 7 (3): 313–333. doi:10.1080/14616680500164849. ISSN 1461-6688. S2CID 154778170
5. ↑  Kariel, Herbert G. 1984. Tourism in the Canadian Cordillera: A Synthesis of Visitor Characteristics and Areal Use Patterns. Mountain Research and Development. 4 (3): 213–228. doi:10.2307/3673142. ISSN 0276-4741. JSTOR 3673142
6. ↑  Williams, Peter W.; Penrose, Robert W.; Hawkes, Suzanne. 15. listopada 1998. Shared decision-making in tourism land use planning. Annals of Tourism Research (engleski). 25 (4): 860–889. doi:10.1016/S0160-7383(98)00037-1. ISSN 0160-7383
7. ↑  Booth, Kay L.; Cullen, Ross. Studeni 2001. Managing Recreation and Tourism in New Zealand Mountains. Mountain Research and Development (engleski). 21 (4): 331–334. doi:10.1659/0276-4741(2001)021[0331:MRATIN]2.0.CO;2. hdl:10182/523. ISSN 0276-4741. S2CID 131002782
8. ↑  Moure, Celeste. Heli-Hiking in the Canadian Rockies. National Geographic
9. ↑  Shijin, Wang; Jia, Xie; Lanyue, Zhou. 1. prosinca 2020. China's glacier tourism: Potential evaluation and spatial planning. Journal of Destination Marketing & Management (engleski). 18: 100506. doi:10.1016/j.jdmm.2020.100506. ISSN 2212-571X
10. ↑  Richins, Harold; Hull, John. 19. veljače 2016. Mountain Tourism: Experiences, Communities, Environments and Sustainable Futures (engleski). CABI. ISBN 978-1-78064-460-8
11. ↑  Richins, Harold; Hull, John. 19. veljače 2016. Mountain Tourism: Experiences, Communities, Environments and Sustainable Futures (engleski). CABI. ISBN 978-1-78064-460-8
12. ↑  Bond, Marybeth. 2007. 50 Best Girlfriends Getaways in North America (engleski). National Geographic Books. ISBN 978-1-4262-0051-9
13. ↑  Shipway, Richard; Fyall, Alan. 7. svibnja 2013. International Sports Events: Impacts, Experiences and Identities (engleski). Routledge. ISBN 978-1-136-47563-4
14. ↑  Goldstein, Michael I.; Poe, Aaron J.; Cooper, Erin; Youkey, Don; Brown, Bridget A.; McDonald, Trent L. 2005. Mountain goat response to helicopter overflights in Alaska. Wildlife Society Bulletin (engleski). 33 (2): 688–699. doi:10.2193/0091-7648(2005)33[688:MGRTHO]2.0.CO;2. ISSN 1938-5463. S2CID 85774284
15. ↑  Poole, K. G., and Ian Adams. "Mountain goat monitoring in Canadian Mountain Holidays’ Bugaboo and Bobbie Burns heli-hiking areas, East Kootenay, September 2002." Unpublished report for Canadian Mountain Holidays, Cranbrook British Columbia (2002).
16. ↑  Hudson, Simon; Miller, Graham A. 1. travnja 2005. The responsible marketing of tourism: the case of Canadian Mountain Holidays. Tourism Management (engleski). 26 (2): 133–142. doi:10.1016/j.tourman.2003.06.005. ISSN 0261-5177
17. ↑  Culling, Diane E., and Brad A. Culling. SEASONAL HABITAT USE AND  MOVEMENTS OF GRAHAM CARIBOU 2001 to 2003. http://www.env.gov.bc.ca/wildlife/wsi/reports/4552_WSI_4552_RPT_2001-2003.PDF  Arhivirana inačica izvorne stranice od 18. lipnja 2022. (Wayback Machine)
18. ↑  Burr, Eric. "Heli-Ski Survival Guide." https://arc.lib.montana.edu/snow-science/objects/issw-1996-207-208.pdf
19. ↑  Nepal, Sanjay K.; Chipeniuk, Raymond. Kolovoz 2005. Mountain Tourism: Toward a Conceptual Framework. Tourism Geographies (engleski). 7 (3): 313–333. doi:10.1080/14616680500164849. ISSN 1461-6688. S2CID 154778170